# Aurelià d'Arle
Aurelià d'Arle (Gàl·lia, final del s. V - Lió, 16 de juny de 551) va ser un Bisbe d'Arle. És venerat com a sant per diverses confessions cristianes.
Fou elegit bisbe d'Arle en 546. El rei Khildebert I demanà al papa Vigili I que el nomenés vicari de la Santa Seu a les Gàl·lies, i Aurelià en fou investit. Va fundar a Arle el monestir de Sant Pere, al que donà una regla inspirada en la de Cesari d'Arle. Participà en el concili d'Orleans de 549, que condemnà el nestorianisme i l'eutiquianisme. El 29 d'abril de 550, Vigili li respongué una carta en la qual el bisbe es planyia de la Qüestió dels Tres Capítols. El papa se'n justificava tot dient que no pensava admetre propostes contràries a les dels concilis de Nicea, Calcedònia i el primer d'Efes. Demanava a Aurelià que intercedís davant Khildebert perquè els rei got Tòtila, arrià, respectés l'Església de Roma. Mort a Lió en 551, fou sebollit a la basílica dels Sants Apòstols.